# Susan Misner
Susan Misner (Paterson (New Jersey), 8 februari 1971) is een Amerikaanse actrice en danseres. 

## Biografie
Misner werd geboren in Paterson (New Jersey), en groeide op in Pompton Plains (Morris County (New Jersey)). Misner is vanaf 1999 getrouwd met een scenarioschrijver. 

## Loopbaan
Misner speelde in 1999 in de soapserie One Life to Live. In 2002 verscheen ze in de film Chicago, waarin ze de rol van Liz speelde.
Misner heeft verschillende gastrollen gespeeld in televisieseries, zoals Law & Order: Criminal Intent (2001/2005), Law & Order: Special Victims Unit (2002) en Law & Order (2006), en in zowel CSI: Crime Scene Investigation (2002) als CSI: Miami (2004). In 2007 vertolkte ze de rol van Gretchen Martin in de miniserie The Bronx Is Burning. Tevens was ze te zien in twee afleveringen van Without a Trace.
In de televisieserie Gossip Girl speelde Misner gedurende meerdere afleveringen de rol van Alison Humphrey. Verder werkt ze mee aan The Americans, waarin ze de rol van Sandra Beeman speelt. In The Good Wife heeft ze de rol van Simone Canning.

## Filmografie

### Films
- 2019: Seneca - als Bianca
- 2018: Assassination Nation - als Rose Mathers
- 2015: Being Charlie – als Liseanne Mills
- 2012: Hope Springs – als Dana
- 2012: 40 – als Stacy
- 2011: Somebody's Hero – als Katie Wells
- 2009: Tanner Hall – als Roxanne
- 2009: Cayman Went – als Darby Thomas
- 2009: Once More with Feeling – als Theresa
- 2008: Gigantic – als Melanie Lolly
- 2008: The Drum Beats Twice – als Mary
- 2008: Eavesdrop – als Bette
- 2008: Stick It in Detroit – als Lisa Brooks
- 2007: If I Didn't Care – als Hadley Templeton
- 2006: Two Weeks – als Sherry
- 2006: The Hoax – als wilde meid
- 2006: Mentor – als Marilyn Conner
- 2005: Walking on the Sky – als Sara
- 2005: Alchemy – als editor
- 2004: The Forgotten – als agente Lisa Franks
- 2003: Something's Gotta Give – als oude vriendin van Harry
- 2002: Chicago – als Liz
- 2002: Pipe Dream – als Onica
- 2001: Queenie in Love – als Chick
- 1997: Cyber Vengeance – als Tory
- 1996: Everyone Says I Love You – als danseres van Harry Winston

### Televisieseries
Uitgezonderd eenmalige gastrollen.
- 2019: Jack Ryan - als Lisa Calabrese - 6 afl.
- 2019: God Friended Me - als Annie - 3 afl.
- 2016-2018: Billions – als Terri McCue – 16 afl.
- 2016-2017: Shut Eye – als dr. Nora White – 20 afl.
- 2013-2016: The Americans – als Sandra Beeman – 38 afl.
- 2011-2015: The Good Wife – als Simone Canning – 4 afl.
- 2013: Nashville – als Stacey – 5 afl.
- 2011-2012: Person of Interest – als Jessica Arndt – 5 afl.
- 2010: In Treatment – als Wendy – 2 afl.
- 2008: New Amsterdam – als Callie Burnett – 4 afl.
- 2007: Gossip Girl – als Alison Humphrey – 4 afl.
- 2007: The Bronx Is Burning – als Gretchen Martin – 3 afl.
- 2006-2007: Rescue Me – als Theresa – 4 afl.
- 2006: Vanished – als Nadia Sands – 2 afl.
- 2006: Conviction – als Alexis Bennet – 2 afl.
- 2005: Night Stalker – als Irene – 2 afl.
- 2005: Starved – als Alison – 4 afl.
- 2005: Jonny Zero – als Eve – 6 afl.
- 1999: One Life to Live – als Grace Davidson Buchanan - ? afl.